# Pohlavní orgán

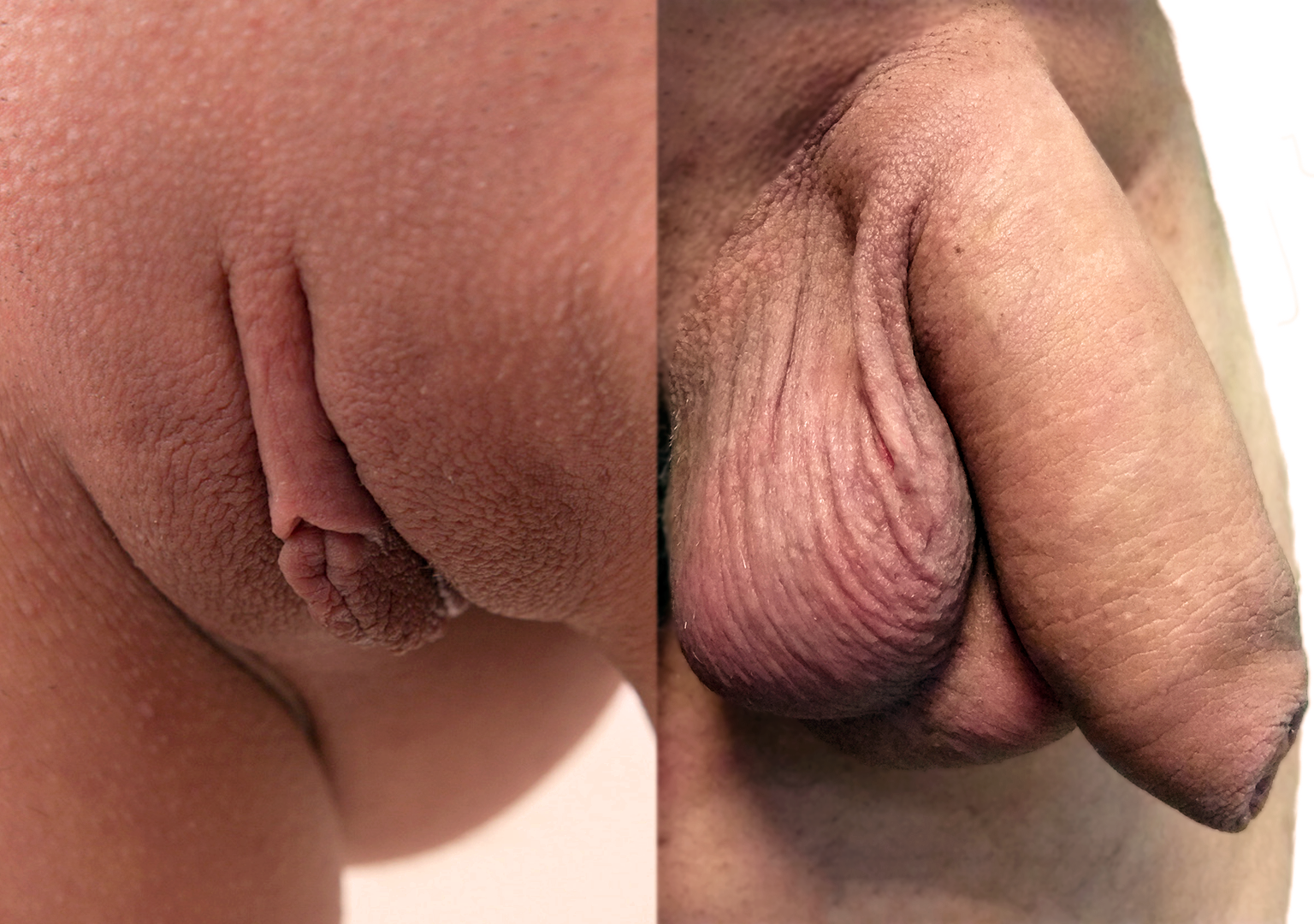
Genitálie ženy a muže

Pohlavní orgány jsou orgány mnohých organizmů sloužící k pohlavnímu rozmnožování.

## U rostlin
Všechny pohlavní orgány rostlin se společně nazývají generativní – viz generativní orgány. U zelených řas jsou to někdy jen samostatné buňky, ale u mnohých jiných nebo např. u mechorostů (Bryophyta) jsou vyvinuta gametangia (samčí pelatky (antheridia) a samičí zárodečníky (archegonia).
U krytosemenných rostlin jsou pohlavní orgány v květu a z něho se vyvíjejícím plodu. Na květech jsou tyčinky (samčí) a plodolisty (samičí). Pohlavní orgány semenných rostlin však již nejsou primárně gametangia, jsou to součásti sporofytu a až uvnitř nich je ukryt gametofyt s gametangii.

## U živočichů
Pohlavní orgány (nebo také pohlavní ústrojí) živočichů – viz rozmnožovací soustava